# Ka-tzetnik

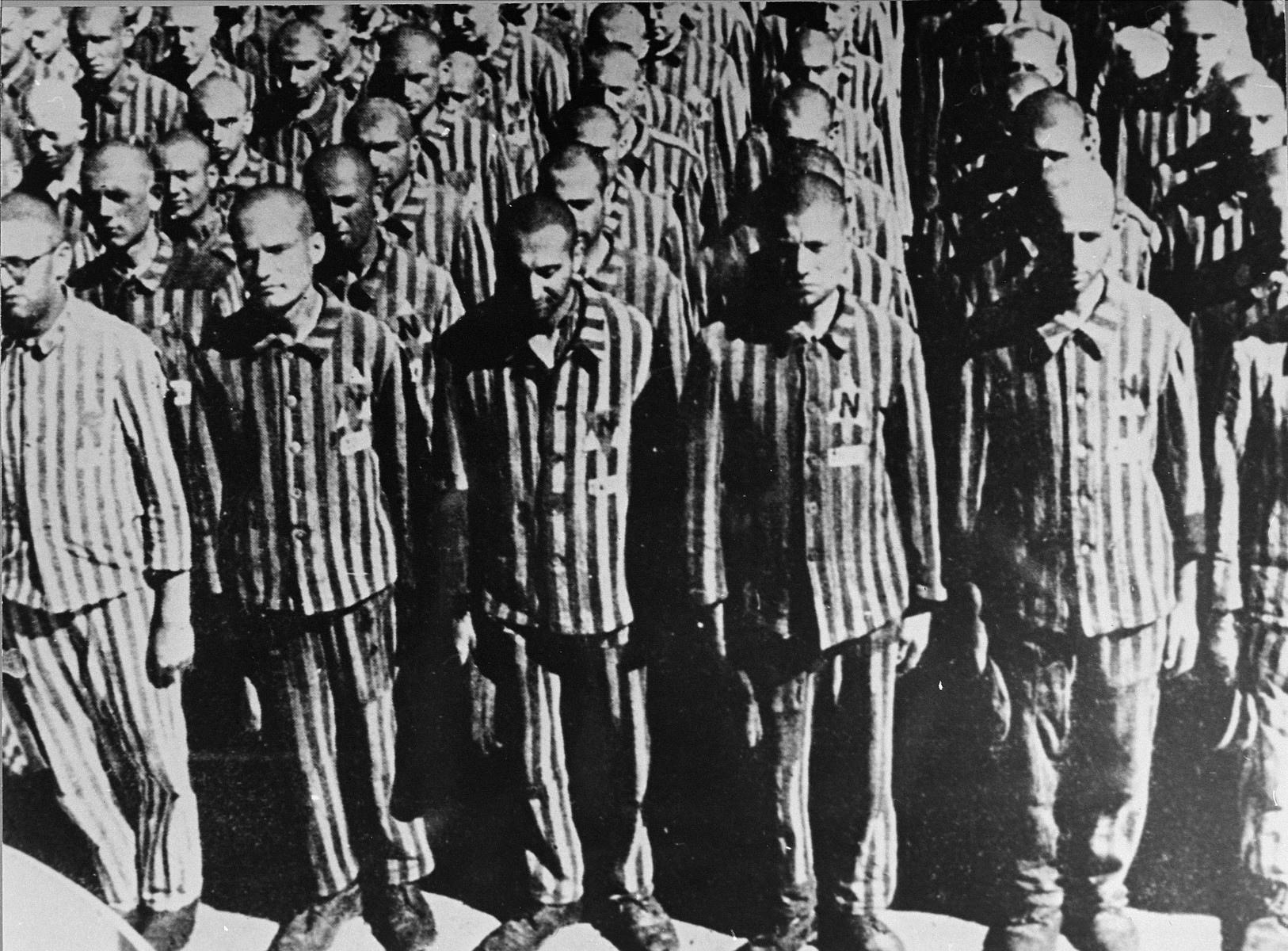
Gevangenen in het concentratiekamp Buchenwald.

Ka-tzetnik (KZ-nik, Kazetnik, Katsetnik) is een Jiddisch woord voor een (mede)gevangene in een naziconcentratiekamp. Het woord is afgeleid van de afkorting KZ (uitgesproken als Kah-Tzet). Deze afkorting betekent in het Duits Konzentrationslager (concentratiekamp).

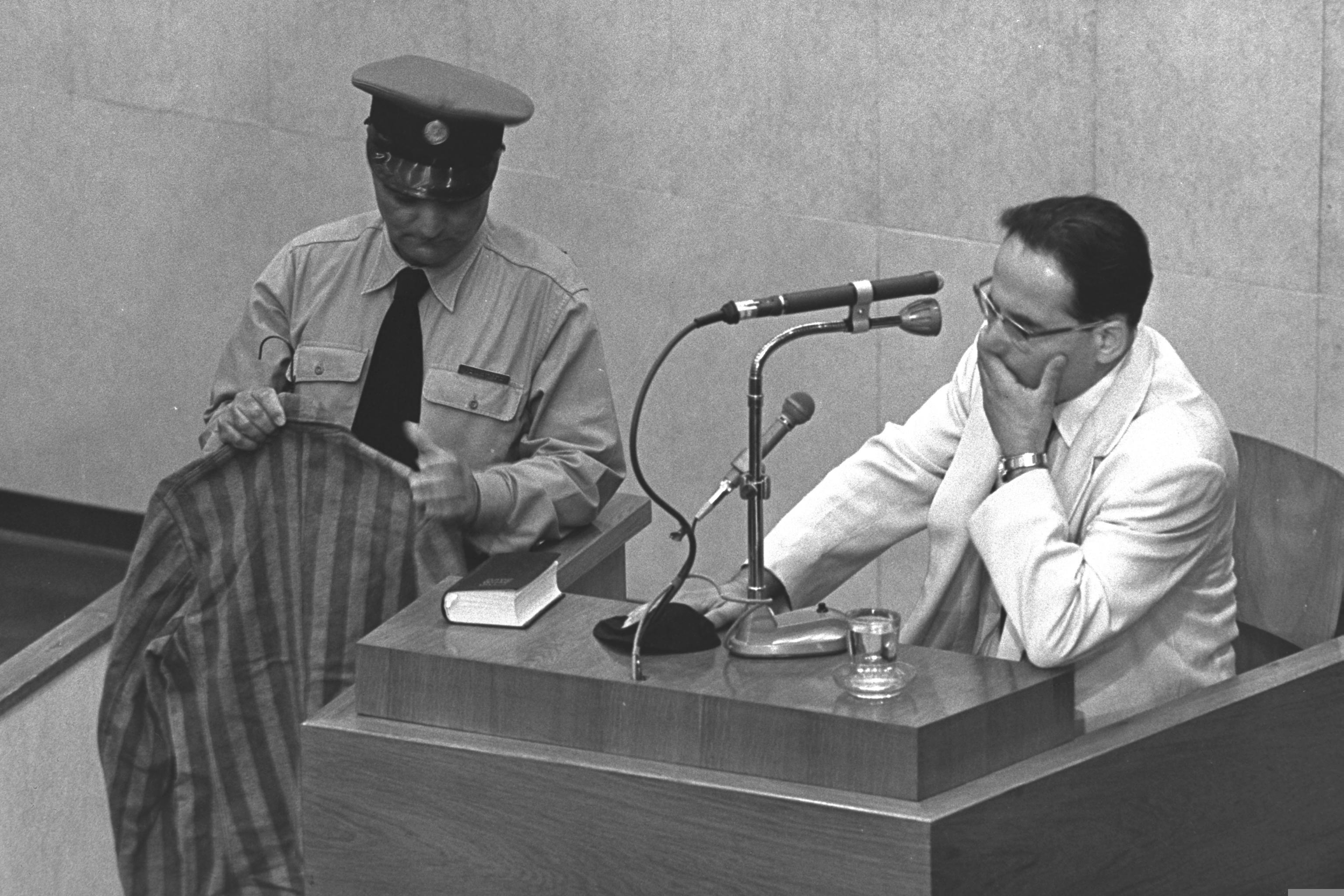
Yehiel De-Nur als getuige bij het proces tegen Adolf Eichmann in 1961

Een overlevende van de Holocaust, historisch schrijver Yehiel De-Nur, schreef zijn boek onder de naam "Ka-Tzetnik 135633". '135633' was zijn nummer in het concentratiekamp. Het boek tracht een chronologische weergave te geven van de tijd die hij doorbracht in Auschwitz.